# 栗東歴史民俗博物館
栗東歴史民俗博物館（りっとうれきしみんぞくはくぶつかん）は滋賀県栗東市小野にある公立の博物館。

## 概要
栗東とその周辺の環境に関わる文化遺産を語り継いでいくために1990年（平成2年）9月に開館。

## 収蔵品
民俗資料3,077件、歴史資料1,592件、美術工芸資料318件を収蔵する（寄託品を含む、2008年3月末現在）。そのうちの22件が国の重要文化財に指定されている。

## 展示
博物館の向かいに旧中島家住宅が常設展示されている。館内の展示施設は展示室（2室）とロビー（1ヵ所）の3ヵ所である。

### 旧中島家住宅
霊仙寺地区にあった木造平屋の民家（「田の字型四間取り」と呼ばれるもの）で、明治時代に建築されたものである。1986年（昭和61年）に中島常三郎より栗東町（現在の栗東市）に寄贈され、解体調査を経て1993年（平成5年）に移築され、1994年（平成6年）5月1日より一般公開が行われている。この民家は近畿地方にある標準的な農家の造りとなっているが、牛小屋（ウマヤ）は庭（土間）の奥（裏口の妻側）に設けられている。2007年（平成19年）10月2日に国の登録有形文化財へ登録された。
この民家にあるかまどは土曜・日曜・祝日に火入れが行われる。過去には体験イベントとして「かまどめしを炊こう!!」や「火吹き体験」が行われたことがあった。

#### 建物概要
- 木造平屋建民家
- 建築面積：102.58 m2
- 延床面積：91.81 m2
- 桁行：12.665 ｍ
- 梁間：7.95 ｍ（一部8.68 ｍ）
- 本建：入母屋造、茅葺（桁行8.96 ｍ、梁間4.95 ｍ）、四面庇付、桟瓦葺
- 居室：台所（4.5畳の板間）・納戸（4.5畳）・客間（6畳）・奥の間（座敷・仏間：6畳）

※かまど（土製）と牛小屋（ウマヤ）を併設する庭（土間）がある。
（建物概要の出典：）

### 通史展示「栗東の歴史と民俗」
現在の栗東市域の歴史を伝える展示コーナー。第1展示室で継続開催。

### 特集展示コーナー
特集展示（小地域展など）や美術展などの催し物を第2展示室とロビーで開催。特集展示は、それに付する企画として歴史講座（要事前申込）を開催することがある。

## 利用情報
- 営業時間
  - 9時30分から17時00分まで（入館は16時30分まで）
- 入館料
  - 無料（※特別展の内容により、その展示のみ有料となる場合がある）
- 休館日
  - 月曜（※祝日となる場合を除く）・祝日の翌日（※土曜・日曜、祝日と重なる場合を除く）・年末年始（12月28日 - 翌年1月4日）

## アクセス
公共交通機関
- JR琵琶湖線（東海道本線）・JR草津線 草津駅
  - バス（帝産湖南交通）で約15分。「図書館・博物館前」停留所[注 5]下車、徒歩1分。
- JR草津線 手原駅
  - 徒歩30分。

自動車
- 名神高速道路栗東ICより5分。
- 国道1号上鈎交差点より5分。

駐車場：20台（※大型観光バス用駐車スペースを併設）
（出典：）